# История османского Египта
История османского Египта — хронология истории Египта как Османской провинции с 1517 по 1914 год.

## Хронология
- 1517 — 22 января, разгром османскими войсками мамлюков в битве при Райданийе (пригород Каира) в ходе Османско-мамлюкской войны 1516—1517 гг.
- 1517—1914 — Египет становится провинцией (вилаяйтом) в составе Османской империи. Им правят турецкие наместники — паши. Опасаясь, чтобы паши-наместники, посылаемые из Константинополя, не сделались самостоятельными правителями, турецкие султаны оставили значительную часть власти в руках 24 начальников отрядов мамелюков, являвшихся вместе с тем правителями 24 египетских провинций; эти начальники (беи) подчинялись дивану из 7 местных чиновников. Паша являлся посредником между двумя властями, и главной его задачей был контроль над правильной уплатой дани.
- 1524 — мятеж османского наместника в Египте Ахмеда-паши.
- 1527 — проведение первого османского кадастрового обследования.
- 1558—1560 — посещение Египта российской делегацией гостя Познякова, доставившего шубу и другие подарки от Ивана Грозного православному патриарху Иоакиму Александрийскому и всея Африки и египетским монастырям, и вернувшегося на Русь с информацией об этой стране. Как отмечал Позняков в своем «Хождении», «А пустыни у них не наши: в их пустынях нет ни лесу, ни травы, ни людей, ни воды»[1].
- 1576 — установление прямой османской администрации на территории Верхнего Египта. До этого большая часть Верхнего Египта находилась под фактической властью бедуинских шейхов.
- 1771 — попытка со стороны одного наместника, Али Бея Великого, сделаться султаном Египта, но она окончилась его насильственной смертью. В конце XVIII в. почти самовластными правителями страны были два мамлюка: Мурад Бей и Ибрагим Бей, распоряжавшиеся один — армией, другой — внутренними делами. Общественные отношения в Египте в это время представляются в таком виде: действительной властью, бесконтрольной, жестокой и жадной, была орда мамелюков; рядом с ними имели значение и турки, пользовавшиеся почетом в лице номинального главы Египта, наместника. Ниже стояли арабы, оседлые землевладельцы или пастухи, кочующие с места на место со своими более или менее значительными стадами. Ещё ниже — феллахи, покорённая раса, потомки древних египтян. Они либо были крепостными земледельцами, либо исправляли различные низшие должности на службе у арабов или правительства.

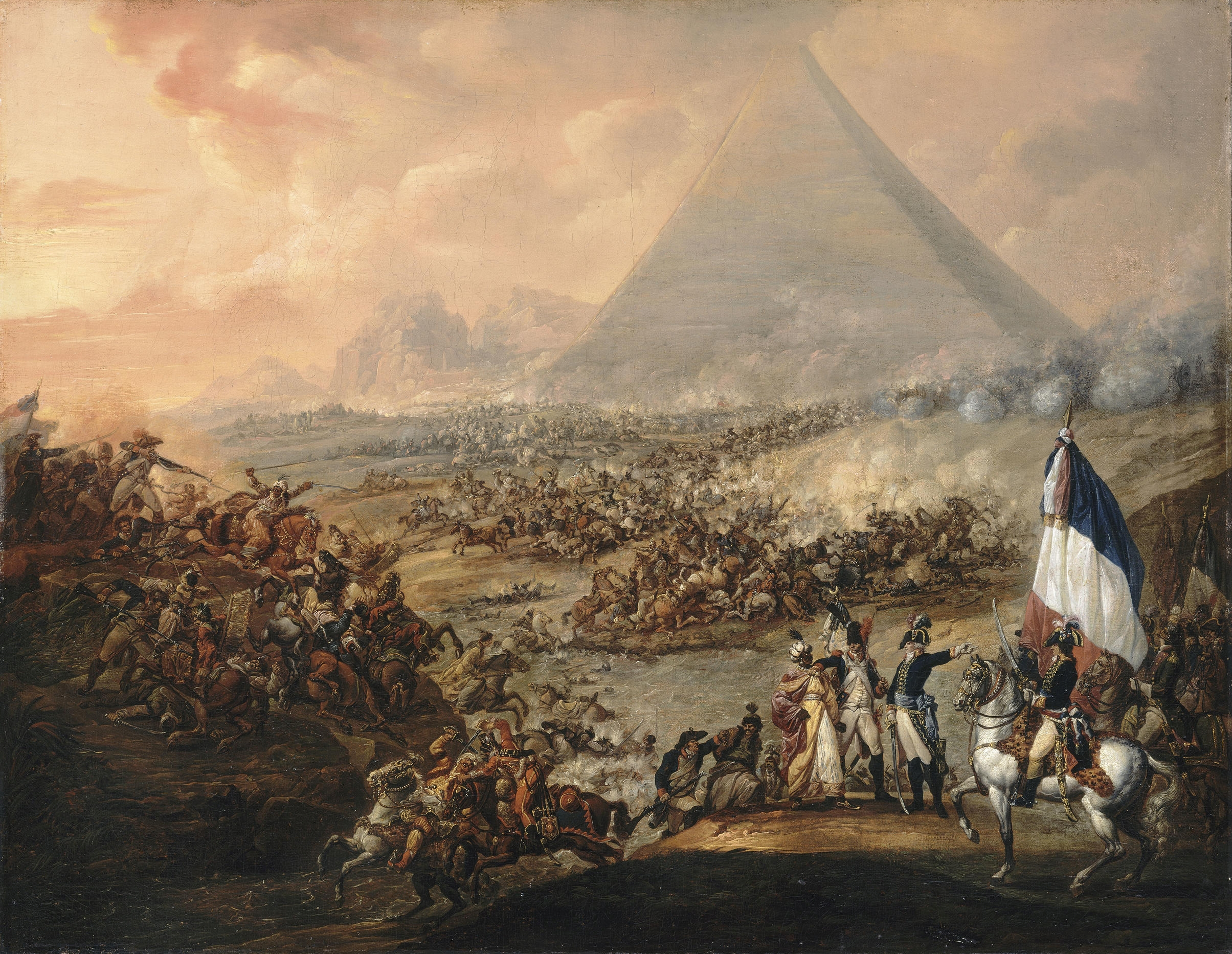
Битва у Пирамид, картина Ф.-Л.-Ж. Ватто, 1798—1799

- 1798—1801 — вторжение французов под предводительством Наполеона. Битва у пирамид (1798). Битва при Абукире (1799).
- 1805 — приход к власти паши Мухаммада Али (правил в 1805—1848 гг.), признававшего власть турецких султанов лишь номинально. Он приступил к реформам в Египте, решив реорганизовать армию, правительство и самый строй египетской жизни в европейском духе.
- 1807 — отражение Александрийской экспедиции британцев.
- 1811, 1 марта — массовое убийство мамлюков. Египетский паша Мухаммед Али пригласил на торжественный ужин 600 мамлюков и приказал убить их. Это послужило сигналом для начала убийств мамлюков по всему Египту. Их погибло около 4000 человек. Часть мамлюков бежала в Судан.

Экспансия Египта при Мухаммаде Али

- 1811—1818 — война против аравийских ваххабитов, разгром ваххабитов армиями Мухаммада Али.
- 1811—1822 — завоевание Судана.
- 1831—1833 — Первая турецко-египетская война. По Кютахийскому миру Мухаммед Али присоединяет к своей державе Левант. Фактическая независимость Египта.
- 1839—1841 — Вторая турецко-египетская война. Поражение Египта и восстановление контроля над ним со стороны Константинополя.
- 1848—1854 — правление хедива Аббас-паши. Продолжил дело модернизации Египта — при нём была проложена первая египетская железная дорога (при помощи англичан, что французы Аббасу простить не могли).
- 1854—1863 — Мухаммед Саид-паша. При нём много сделано для отмены рабства и некоторых тягостных торговых монополий. В 1854 году основал Банк Египта.

Хотя Мухаммед Али и его потомки использовали титул хедива, это не признавалось Портой до 1867 года, до момента, когда султан Абдул-Азиз официально санкционировал использование данного титула Исмаилом-пашой и его преемниками. В отличие от политики деда, воевавшего против Порты, Исмаил-паша стремился укрепить позиции Египта и династии Мухаммеда Али, используя как дипломатические средства, так и смесь лести и подкупа. Тем самым Исмаил-паша обеспечил официальное признание Турцией фактической независимости Египта.

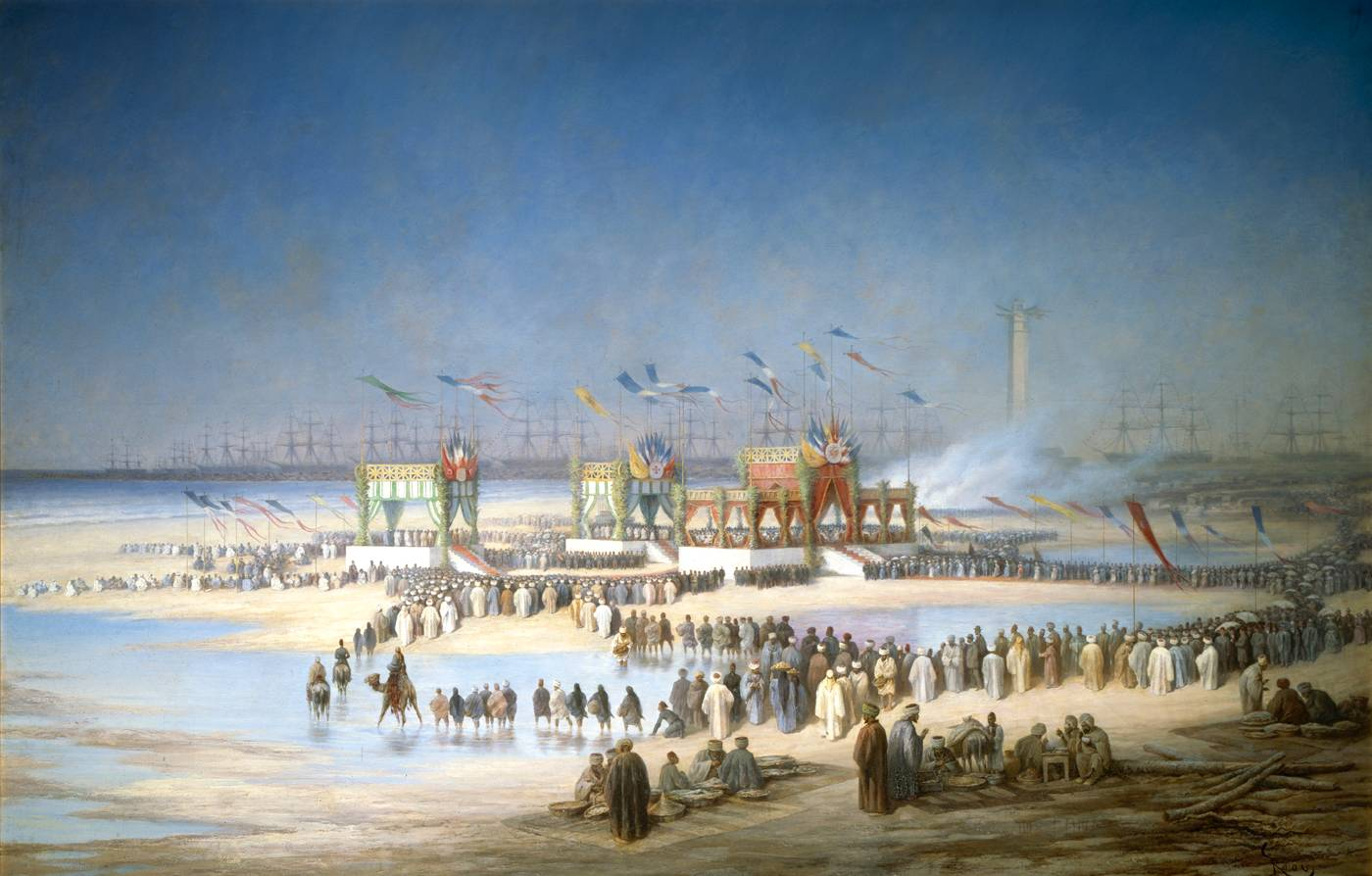
Открытие Суэцкого канала

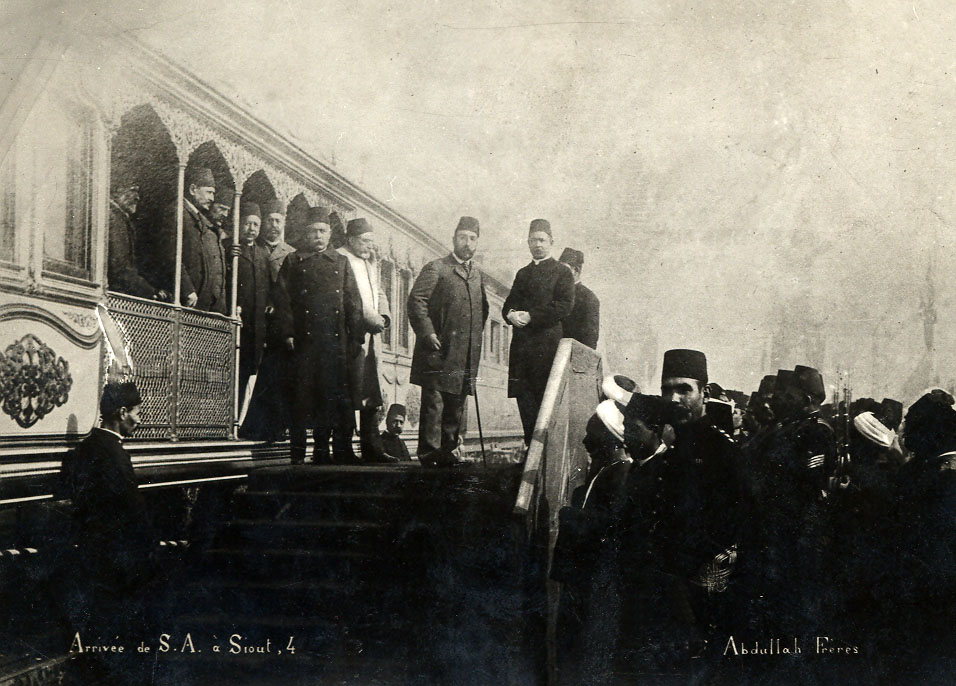
Тауфик-паша посещает Асьют, 1880-е годы

- 1863—1879 — правление хедива Исмаил-паши. Реформы правителя, объективно способствовавшие капиталистическому развитию и модернизации страны. Исмаил-паша выделял большие средства на народное образование и культуру. При нём было открыто более четырёх с половиной тысяч школ, в том числе школы для девочек. Для реализации своих планов прибегал к займам у европейских держав. Займы эти были использованы достаточно эффективно — при их помощи были построены более тысячи километров железных дорог, несколько тысяч километров телеграфных линий, более десяти мостов через Нил, десятки новых ирригационных систем.
- 1866 — созыв первого представительного учреждения — зародыша парламента — Совещательного собрания депутатов (Маджлис шура ан-навваб).
- 1859—1869 — строительство Суэцкого канала под руководством француза Ф. Лессепса.
- 1869 — к открытию Суэцкого канала построен Каирский оперный театр, переоборудован Булакский музей древностей.
- 1870 — основана египетская Национальная библиотека, получившая название хедивской.
- 1873 — создана высшая школа «Дар аль-улум би-ль-мадарис» («Учебный дом наук»), в которой, кроме богословских наук, преподавались и науки светские.
- 25 ноября 1875 года — продажа для погашения долгов египетским правителем Исмаилом-пашой Англии своих 46 % акций Суэцкого канала. Остальными акциями уже владели французы. В результате Египет полностью утратил контроль над Суэцким каналом.

Независимое от Порты существование Египта была сильно подорвано в 1879 году, когда турецкий султан вступил в сговор с великими державами, чтобы свергнуть Исмаила-пашу в пользу его сына Тевфика.

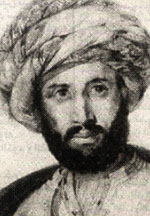
Рифаа ат-Тахтави — один из деятелей арабского пробуждения

- 1881—1898 — антиегипетский мятеж махдистов в Судане.
- 1881—1882 — восстание полковника Ахмада Араби-паши. Араби-паша возглавил выступление Каирского гарнизона, проходившее под лозунгом «Египет для египтян», приведшее к отставке правительства хедива и созданию национального правительства, в котором Араби-паша получил пост военного министра. После бегства хедива Тевфика в 1882 фактически власть перешла в руки Араби-паши. Летом 1882 Араби-паша командовал египетской армией в англо-египетской войне, 13 сентября его войска были разбиты при Тель-эль-Кебире и 15 сентября он был взят в плен англичанами. Приговорён к смертной казни, которая была заменена пожизненной ссылкой на о. Цейлон.
- 1882 — английская оккупация при формальном сохранении прав Турции на эту территорию.

Свобода Египта стала не более чем символической, когда Великобритания вторглась и оккупировала страну, якобы для поддержки хедива Тевфика против своих оппонентов в националистическом правительстве Ахмада Араби-паши. Хотя хедивы продолжали господствовать над Египтом и Суданом, в действительности высшая власть принадлежала британским Верховным комиссарам. В период с 1882 по 1914 Египет формально принадлежал Османской империи, но на самом деле был подконтролен Великобритании. При этом Египет ни формально, ни по факту не был английской колонией (хотя такие утверждения можно встретить в идеологизированной советской литературе) — реально Египет в этот период был не декларируемым, но зависимым от Британии протекторатом, сохраняя очень высокую степень внутренней автономии и даже ведя агрессивные войны против Судана (см. напр., Сражение при Омдурмане).
- 1892—1914 — правление просвещённого хедива Аббаса Хильми II. Во главе Египта стремился проводить независимую от Англии политику.
- 19 января 1899 года Великобритания и Египет подписали соглашение об установлении совместного управления в Судане (англо-египетский кондоминиум). Чиновниками высшего звена стали англичане, а среднего — египтяне. Фактически Судан был превращён в колонию Великобритании.
- 1903 год — хедив Аббас II Хильми вместе с Мустафой Камилем ездил в Константинополь с целью добиться автономии Египта. Вступил в конфликт с британским резидентом в Египте Кромером.
- 1908 — основание Каирского университета, первого египетского университета современного типа.
- В 1913 году Аббас II Хильми обнародовал конституцию, предусматривавшую создание парламента Египта.
- 5 ноября 1914 года — оккупационные британские войска свергли хедива Египта и Судана Аббаса Хильми II. Вновь созданный Египетский султанат был объявлен британским протекторатом. С 1914 г. страна перестаёт быть частью Османской империи не только де-факто, но и де-юре.

## Хедивы
- Мухаммед Али Египетский — 1805—1848
- Аббас-паша — 1848—1854
- Мухаммед Саид-паша — 1854—1863
- Исмаил-Паша — 1863—1879
- Тевфик — 1879—1892
- Аббас II Хильми — 1892—1914